# Tichon (Bischof, 1958)

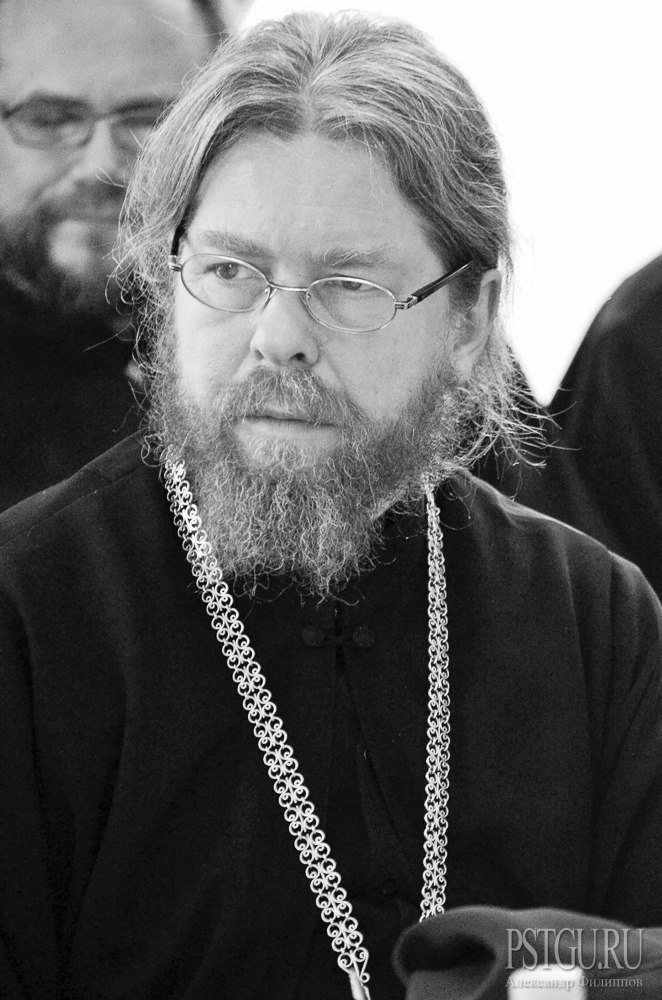
Bischof Tichon im Jahr 2016

Tichon (russisch Тихон; * 2. Juli 1958 als Georgij Alexandrowitsch Schewkunow, russisch Георгий Александрович Шевкунов in Moskau) ist ein russischer Geistlicher, Bischof der Russisch-Orthodoxen Kirche und Schriftsteller. Er ist Metropolit von Pskow und Porchow. Er wird oft als persönlicher Beichtvater des russischen Präsidenten Putin bezeichnet.

## Leben
1982 absolvierte Schewkunow ein Studium an der staatlichen Filmhochschule in Moskau.

### Mönch und Bischof
Im selben Jahr wurde er getauft und zog ins Höhlenkloster in Petschory in der Oblast Pskow. Sein Beichtvater während seines Noviziats war Archimandrit Ioann Krestiankin (1910–2006). 1986 wurde er in die Verlagsabteilung des Moskauer Patriarchats versetzt, wo er Metropolit Pitirim unterstellt war. Seine erste dortige Aufgabe geschah im Zusammenhang mit den Tausend-Jahr-Feiern zum Gedenken an die Christianisierung der Rus. 1991 legte er im Donskoi-Kloster das Mönchsgelübde ab. Er nahm dabei den Namen Tichon an, nach dem Patriarchen Tichon, und wurde gleichzeitig zum Hierodiakon ernannt, einen Monat später dann zum Hieromonachos. 1993 wurde er Leiter des neu errichteten Moskauer Metochions des Höhlenklosters Pskow-Petschory. 1995 wurde er von Patriarch Alexius II. zum Hegumen ordiniert, 1998 erhielt er den Rang eines Archimandriten.
1999 wurde er zum Rektor des Geistlichen Sretenski-Seminars (auf dem Territorium des Sretenski-Klosters in Moskau) ernannt, das er 2004 auf dem Korrespondenzweg abschloss. 2010 wurde er Mitglied des Kulturrats des Präsidenten Russlands. Seit März 2011 ist er Mitglied des Obersten Rates der Russisch-Orthodoxen Kirche. Am 22. Oktober 2015 ernannte ihn der Heilige Synod der Russisch-Orthodoxen Kirche zum Bischof von Jegorjewsk, Vikar des Patriarchen von Moskau und der ganzen Rus und Leiter des Westlichen Vikariats der Stadt Moskau. Zwei Tage später wurde er von Patriarch Kyrill I. zum Bischof von Jegorjewsk geweiht.
2018 ernannte ihn der Heilige Synod zum Metropoliten von Pskow und Porchow.
2023 wurde Tichon vom Heiligen Synod zum neuen Bischof der von Russland annektierten ukrainischen Halbinsel Krim ernannt.

### Autor und Filmregisseur
In den ersten Jahren der Perestroika veröffentlichte Tichon einige Artikel, darunter einen polemischen Beitrag gegen okkulte Heilpraktiken, der vielfach aufgelegt wurde.
Tichon hat zahlreiche Bücher geschrieben, darunter ein Kinderbuch Vater Serafim (2002) über Seraphim von Sarow. Seine Sammlung von Erzählungen über Heilige, auf Englisch unter dem Titel Everyday Saints and Other Stories erschienen, erzielte 2012 in Russland den höchsten Verkaufserfolg.
Sein Film Untergang eines Weltreichs. Byzantinische Lektion wurde 2008 als bester Dokumentarfilm mit dem Goldenen Adler, dem russischen Gegenstück zum amerikanischen Golden Globe Award, ausgezeichnet. Der Film befasst sich mit dem Untergang von Byzanz und stellt die Renaissance als uneingeschränktes, vom Westen gesteuertes Übel dar.

### Verhältnis zu Putin und politische Positionen
Tichon pflegt seit etwa 1999 eine persönliche Bekanntschaft mit Präsident Putin und hat ihn auf zahlreichen In- und Auslandsreisen begleitet. Ob er auch der geistliche Ratgeber („Duchownik“) des russischen Präsidenten ist, wird sowohl von ihm als auch von Putin weder bestätigt noch bestritten. Der umstrittene frühere Bankier Pugatschow behauptet, die beiden Männer miteinander bekannt gemacht zu haben. Laut der Journalistin Heike Schmoll ist Tichon der Berater Putins in allen Kultur- und Geschichtsfragen.
Tichon gilt als ausgeprägt konservativ. Er unterstützt die völkerrechtswidrige Annexion der Krim durch die Russische Föderation.

## Auszeichnungen
- 2008: Orden der Freundschaft
- 2016: Großer Literaturpreis Russlands